# Mặt đường khát vọng
"Mặt đường khát vọng" là một bài trường ca của nhà thơ Nguyễn Khoa Điềm sáng tác năm 1971. Gồm có 9 chương.

## Hoàn cảnh sáng tác
Trường ca "Mặt đường khát vọng" được tác giả Nguyễn Khoa Điềm sáng tác ở chiến khu Trị Thiên năm 1971, in lần đầu năm 1974. Tác phẩm được tạo ra nhằm mục đích thuyết phục thanh niên vùng đô thị chính quyền Việt Nam đứng lên chống chính quyền và chống sự can thiệp quân sự của Hoa Kỳ tại miền Nam Việt Nam.

## Đánh giá
Thanh Tùng của báo Tiền Phong nhận định: "Trong 'Mặt đường khát vọng' [...] với lối viết rất riêng, không đao to búa lớn, và không bắt đầu từ những anh hùng dân tộc như Bà Trưng, Bà Triệu, Lý Thường Kiệt, Trần Hưng Đạo... tác giả thủ thỉ kể về mình và về người bạn gái đang dấn thân trong cuộc đấu tranh, về những con người rất bình dị nhưng đều có những cống hiến cho đất nước với thái độ vô cùng yêu thương, trân trọng [...] Nguyễn Khoa Điềm đã có cái nhìn khác về đất nước và nhân dân với cách thể hiện cũng rất riêng của mình [...] Đó là sự tìm tòi, là cái nhìn mới mẻ của Nguyễn Khoa Điềm về đất nước ở thời điểm ấy, thời hoa lửa". Hiền Thảo của báo Tổ Quốc cho rằng: "Cách định nghĩa đất nước của Nguyễn Khoa Điềm rất thơ và khúc chiết, không chung chung trừu tượng mà khá cụ thể. Quan niệm đó, vừa có tính kế thừa, vừa phát triển mang ý nghĩa triết lí rộng lớn [...] thể hiện chiều sâu, bề rộng văn hoá, những trải nghiệm, suy tưởng riêng và xúc động mãnh liệt, chân thành của Nguyễn Khoa Điềm.

## Trong văn hóa đại chúng
Một đoạn thơ trong trường ca (Đất Nước) được đưa vào đề kiểm tra môn ngữ văn kỳ thi tốt nghiệp trung học phổ thông 2020. Trước đó một số trích đoạn khác đã từng được đưa vào các đề thi đại học năm 2013 & thi trung học phổ thông quốc gia năm 2017.. Mới đây, tác phẩm này lại tiếp tục xuất hiện trong đề thi tốt nghiệp trung học phổ thông 2024